# Teddy Flack
Edwin Harold Flack, detto Teddy (Islington, 5 novembre 1873 – Berwick, 10 gennaio 1935), è stato un mezzofondista, maratoneta e tennista australiano, vincitore di due medaglie d'oro e una di bronzo ai Giochi olimpici di Atene 1896.
È stato il primo australiano a vincere un titolo olimpico.

## Biografia
Nacque a Islington, nel Middlesex, da Joseph Henry Flack e Marion Smith. Aveva cinque anni quando la sua famiglia emigrò in Australia. Lasciata la Melbourne Grammar School nel 1892, diventò campione dell'Australasia nel 1893, correndo sul miglio, e del Nuovo Galles del Sud e Victoria, sulla stessa distanza, nel dicembre 1894. Vinse diverse volte sul miglio, sulle 4 miglia e sulle 7 miglia, tra il 1892 e il 1894, gareggiando anche in Nuova Zelanda.
Dopo le scuole cominciò a lavorare nell'ufficio di contabilità del padre (Davey, Flack & Co). All'età di ventuno anni fu mandato, su insistenza del padre, a Londra per perfezionare le sue conoscenze, lavorando alla Price Waterhouse (ora nota come PricewaterhouseCoopers). Qui fece parte di tre club sportivi:
- il London Athletic Club (che lo iscrisse ai Giochi olimpici)
- il Hampton Court Hare and Hounds Club
- il Thames Hare and Hounds Club

Nel novembre 1895 vinse la coppa messa in premio da quest'ultimo club sulla distanza di 4 miglia e 3/4. Vinse poi tre delle otto gare cui partecipò. Non prese mai parte a gare ufficiali, per cui non esistono riscontri cronometrici delle sue gare nel Regno Unito.

### I Giochi olimpici

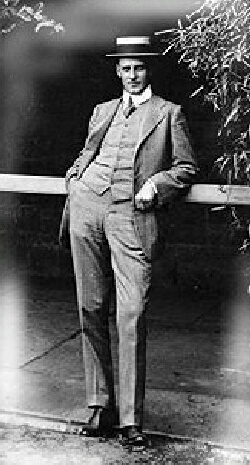
Edwin Flack in occasione dei Giochi olimpici di

Per partecipare ai Giochi della I Olimpiade prese un mese di ferie. Viaggiò fino ad Atene in treno e in nave per sei giorni. Nella capitale greca venne ospitato dall'ambasciatore inglese. Poi condivise una casa con due amici inglesi, uno dei quali era stato suo compagno di viaggio verso Atene, George Robertson.
Partecipò il primo giorno alla batteria degli 800 m piani, vincendola; il secondo giorno gareggiò nei 1500 m piani contro il favorito Arthur Blake, vincendo la gara dopo un difficile confronto con il suo avversario. Il quarto giorno, infine, vinse anche la gara degli 800 m piani.
Partecipò anche alla maratona, anche se non aveva mai corso oltre le 10 miglia. Guidò la prima parte della gara, in compagnia del francese Albin Lermusiaux, e poi da solo a partire dal 32° chilometro. Dopo altri 4 chilometri incominciò ad ondeggiare e a stare male. Grazie alla presenza dell'ambasciatore, che lo aveva seguito in bicicletta, venne soccorso ai primi malori e affidato alle cure di medici del luogo mentre l'ambasciatore andava alla ricerca di aiuto per trasportarlo a casa. Tuttavia Flack volle proseguire la corsa fino allo stadio, dove fu ritrovato dal maggiordomo mentre veniva fatto riprendere mediante del brandy dal principe Nicola di Grecia.
Flack partecipò anche alle gare di tennis, nel singolo e nel doppio, insieme al suo amico George Robertson. Nel singolo venne subito eliminato al primo turno, nel doppio venne battuto solo in semifinale. Nelle statistiche viene considerato terzo, anche se questa posizione non era contemplata nella prima Olimpiade.
Dopo le gare ritornò in Australia a lavorare nell'azienda di famiglia nel 1898 e visse in una tenuta vicino Berwick in Victoria, allevando mucche frisone e dedicandosi al suo lavoro di contabile. Non gareggiò più.
Morì in ospedale a Berwick in seguito ad un intervento chirurgico.

## Palmarès

### Atletica leggera
| Anno | Manifestazione  | Sede  | Evento       | Risultato | Prestazione | Note            |
| ---- | --------------- | ----- | ------------ | --------- | ----------- | --------------- |
| 1896 | Giochi olimpici | Atene | 800 m piani  | Oro       | 2'11"0      | Record olimpico |
| 1896 | Giochi olimpici | Atene | 1500 m piani | Oro       | 4'33"2      | Record olimpico |
| 1896 | Giochi olimpici | Atene | Maratona     | dnf       | dnf         |                 |

### Tennis
| Anno | Manifestazione  | Sede  | Evento | Risultato | Note |
| ---- | --------------- | ----- | ------ | --------- | ---- |
| 1896 | Giochi olimpici | Atene | Doppio | Bronzo    |      |